# Phew (chanteuse)
Pour les articles homonymes, voir Phew.
Phew, née le 12 septembre 1959, est une chanteuse japonaise évoluant entre le rock et le jazz d'avant-garde. Depuis 1980 elle a travaillé avec des musiciens comme Holger Czukay, Jaki Liebezeit, Jah Wobble, Bill Laswell, Anton Fier, Buckethead, Nicky Skopelitis (de), Ryuichi Sakamoto, Alexander Hacke et Jim O'Rourke. Elle fut préalablement la fondatrice du groupe punk Aunt Sally (en). Son CD Five Finger Discount est classé 32e dans le top 50 de The Wire en 2010.

## Discographie

### En solo
- Phew. New Decade. LP/CD, 2021
- Phew. Voice Hardcore. LP/CD, 2018
- Phew. Light Sleep. LP, 2017
- Phew. A New World. PECF-1130, CD, 2015
- Phew. Five Finger Discount (BeReKeT, bmp-001) (Japan) (CD), 2010
- Phew. Phew. Pass/P-Vine, SSAP-006, 2005
- Phew. View. P-Vine, PCD-7221, 2002.
- Phew. Phew Video. Boid, v-boid3, 2001.
- Phew. Phew. Pass/Sky Station, WAX-101, 2001.
- The Unknown Cases, and Phew. Koyasan. Fünfundvierzig, MCD 45122, 2001.
- Phew. Finale c/w Urahara. Pass/Sky Station, WAX-12.
- Phew. Phew. Pass/Sky Station, WAX-6.
- Phew, and Seiichi Yamamoto. Shiawase no Sumika. Tokuma Japan Communications, TKCH-71454, 1998.
- Phew. Himitsu no Knife. Alida/Creativeman, CMDD-00010, 1995.
- Phew. Our Likeness. LP/CD. Mute, 1992.
- Phew. Songs. 3" CD. Parco Secretary, QTCA-1002, 1991.
- Phew. View. LP, CI-70; Audiocassette, U4BC-98; CD, 30CH-258, 1987.
- Phew. Phew. LP. Pass, 1981.
- Phew. Finale c/w Urahara. 7" vinyl. Pass, PAS-203, 1980.

### Avec des groupes ou projets
- Aunt Sally. Aunt Sally. Undo, UNDO-001, 2002.
- Aunt Sally. Live 1978-1979. P-Vine, PCD-5629, 2001.
- Aunt Sally. Aunt Sally. LP. Vanity, vanity 0003-A, 1979; Kojima, 1984.
- Agata, Morio. Norimono Zukan. Bridge, BRIDGE-078, 2007.
- Agata, Morio. Norimono Zukan. Vanity, 0005, 1980.
- Big Picture. Big Picture. Little More, LMCA-1002, 2001.
- Big Picture. Big Picture. CD-R.
- Blind Light. The Absence of Time. Alida, ALIDA-001, 1994.
- Fier, Anton. Dreamspeed/Blind Light 1992-1994. 2-CD set. Tzadik, TZ 7609, 2003.
- Fier, Anton. Dreamspeed. Avant, AVAN-009, 1993.
- Most. Most Most. P-Vine, PCD-25010, 2003.
- Most. Most. P-Vine, PCD-5647, 2001.
- Most. 2000.11.26. CD-R. 2001.
- Novo Tono. Live. CD-R. 2001.
- Novo Tono. Panorama Paradise. Alida/Creativeman, CMDD-00038, 1996.
- Otomo Yoshihide's New Jazz Ensemble. Dreams. Tzadik, TZ 7238, 2002.
- Otomo, Yoshihide. Otomo Yoshihide Plays the Music of Takeo Yamashita. P-Vine, PCD-5804, 1999.

### Compilations
- Pass No Past. 2-CD set. Pass/P-Vine, SSAP-004/5, 2005.
- Improvised Music from Japan. 10-CD set. Improvised Music from Japan, IMJ-10CD, 2001.
- Mottomo Otomo: Unlimited XIII. Trost, TR076, 2000.
- Megabank Presents Tribute to New Wave. Megabank, MB-2.507CD, 1995.
- Rebel Incorporated. 2-LP set, Wax, 17WXL-3001/3002; CD, Wax, 32WXD-101.